# The Banker
The Banker és una pel·lícula de drama dirigida, coescrita i produïda per George Nolfi. La pel·lícula és protagonitzada per Anthony Mackie, Nicholas Hoult i Samuel L. Jackson.

## Sinopsi
La història segueix a Joe Morris (Jackson) i Bernard S. Garrett Sr. (Mackie), dos dels primers banquers afroamericans als Estats Units.

## Repartiment
- Anthony Mackie com Bernard Garrett
- Nicholas Hoult com Matt Steiner
- Samuel L. Jackson com Joe Morris
- Nia Long com Eunice Garrett
- Scott Daniel Johnson com Robert Florance, Jr.
- Taylor Black com Susie
- Michael Harney com Melvin Belli
- Colm Meaney com Patrick Barker
- Paul Ben-Victor com Donald Silverthorne
- Jessie T. Usher com Tony Jackson
- Gregory Alan Williams com Britton Garrett